# Vlajková loď

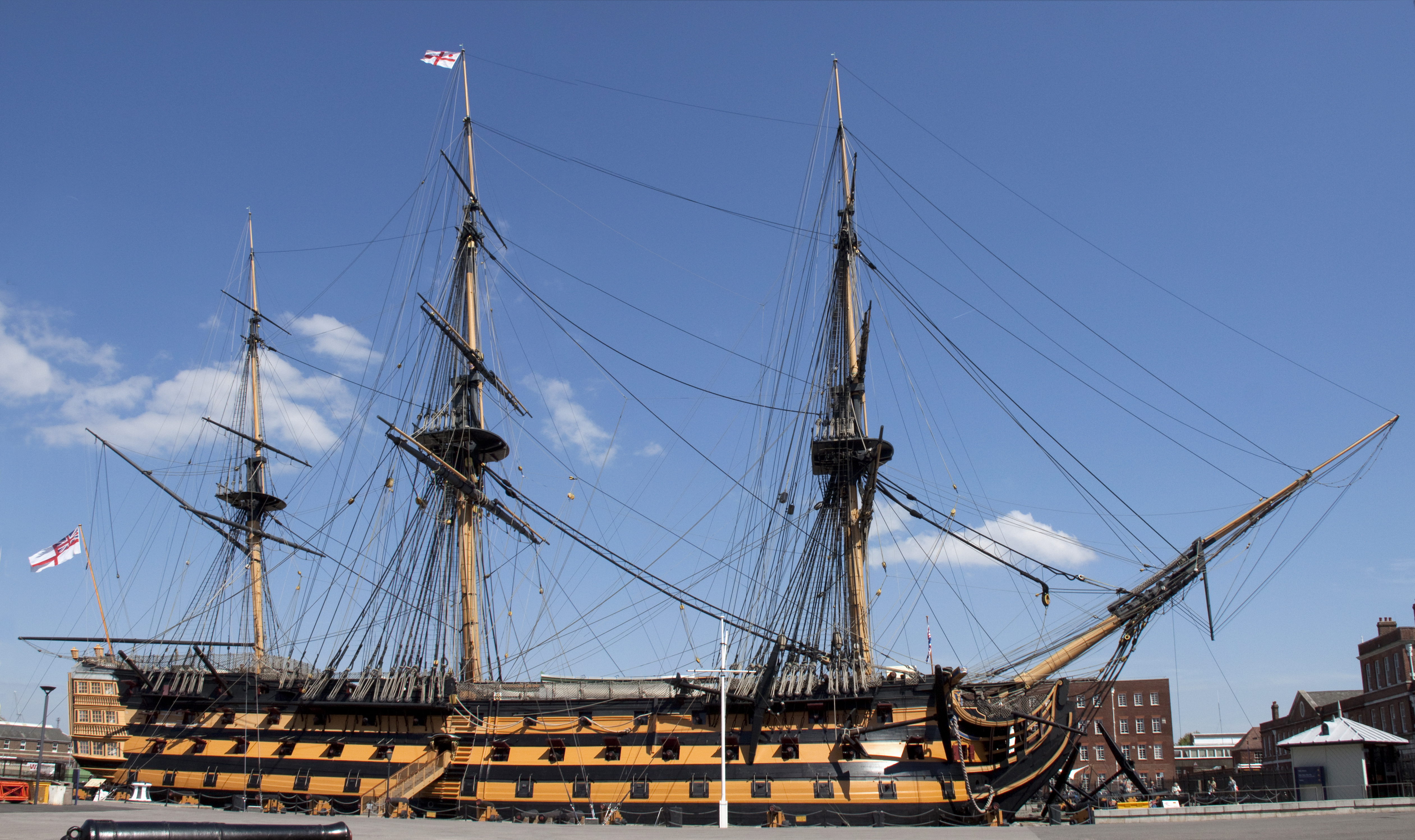
Britská řadová loď HMS Victory v době své operační služby (1778–⁠1812) sloužila jako vlajková loď mnoha vlajkových důstojníků Royal Navy, nejznámějším z nichž je admirál Nelson padlý na její palubě v bitvě u Trafalgaru roku 1805. V současné době slouží jako ceremoniální vlajková loď Prvního námořního lorda.

Vlajková loď je válečná loď, na níž je vztyčena vlajka vlajkového důstojníka (od komodora výše), respektive loď, na níž se momentálně nachází velitel bojového uskupení, kterému z titulu této funkce některé z pravomocí vlajkového důstojníka náleží.

## Charakteristika
Pojem může mít původní i přenesený význam.
V žurnalistice a reklamě se výraz „vlajková loď“ používá pro nejdůležitější produkt nebo nejdůležitější firmu.